# Anachrostis marginata
Anachrostis marginata är en fjärilsart som beskrevs av Alfred Ernest Wileman och South 1917. Anachrostis marginata ingår i släktet Anachrostis och familjen nattflyn. Inga underarter finns listade i Catalogue of Life.